# Костюк Василь Антонович
Василь Антонович Костюк (1 серпня 1902, село Дахталія, тепер Тульчинського району Вінницької області — ?) — український радянський діяч, секретар Станіславського і Ворошиловградського обласних комітетів КП(б)У.

## Біографія
З квітня 1920 року служив у Червоній армії.
Член ВКП(б).
До лютого 1939 року — 3-й секретар Ворошиловградського міського комітету КП(б)У.
З лютого по листопад 1939 року — секретар Ворошиловградського обласного комітету КП(б)У із пропаганди.
27 листопада 1939 — 20 квітня 1941 року — секретар Станіславського обласного комітету КП(б)У із пропаганди.
20 квітня — липень 1941 року — секретар Станіславського обласного комітету КП(б)У із промисловості. Учасник німецько-радянської війни.
На 1945—1959 роки — голова обласної планової комісії виконавчого комітету Станіславської обласної ради депутатів трудящих.
На 1959—1961 роки — начальник управління автомобільного транспорту і шосейних шляхів виконавчого комітету Станіславської обласної ради депутатів трудящих.
Подальша доля невідома.

## Звання
- батальйонний комісар

## Нагороди
- медаль «За перемогу над Німеччиною у Великій Вітчизняній війні 1941—1945 рр.» (1945)
- медалі